# 이재웅 (축구 선수)
이재웅(2008년 3월 19일 ~ )는 대한민국의 축구 선수로, 포지션은 골키퍼이다. 현재 JFL 이와테 그루자 모리오카 소속이다.

## 구단 경력

### 거창FC U-18
이재웅은 2024년 거창FC U-18에서 6개월 간 골키퍼로 활약하였다.

### 이와테 그루자 모리오카
2025시즌이 진행되는 와중 이재웅은 골키퍼가 부족해진 이와테 그루자 모리오카로 여름 이적시장에서 단기계약으로 영입되었다.